# Estructura de Markush

Ejemplo de una estructura de Markush

Una Estructura de Markush es una representación de una estructura química utilizada para indicar un grupo de compuestos químicos relacionados. Son usadas comúnmente en textos de química y en solicitudes de patente. Las estructuras de Markush se representan con múltiples grupos que pueden ser variados independientemente, como los grupos R en los que la cadena lateral puede tener estructuras variables. Es una representación más general de una molécula en contraste con las estructuras que detallan cada átomo presente, por lo que es usado para proteger la propiedad intelectual: la compañía que obtiene la patente solicita una reclamación general del uso de la molécula sin la necesidad de revelar a sus competidores la molécula exacta para la que están declarando una aplicación útil.

## Historia
Las estructuras de Markush obtienen su nombre del fundador de la Pharma Chemical Corporation en Nueva Jersey, Eugene A. Markush. Markush estuvo involucrado en un caso legal que sentó un precedente para las estructuras químicas genéricas en las patentes. La patente completada fue la US Application 611,637, obtenida el 9 de enero de 1923. Markush ganó el caso y obtuvo la patente de la Oficina de Patentes de Estados Unidos para "Pyrazolone Dye and Process of Making the Same" (Tinte de pyrazolona y el proceso de realizado de similares) el 26 de agosto de 1924.

## Uso en patentes
Al describir una sustancia química, la estructura de Markush permite al dueño de la patente enlistar diversas fórmulas estructurales activas o efectivas

### En Estados Unidos
A los solicitantes de patentes en los Estados Unidos se les solicita que revelen la mejor versión conocida que implemente su invención. Sin embargo, el requisito de "la mejor versión" no puede ser usado en el futuro como una base para invalidar o denegar la patentabilidad. Por otro lado, las solicitudes de patente en los Estados Unidos pueden ser rechazadas o invalidadas indefinidamente por no especificar y definir el sujeto de la invención.